# 1-Tetradecen
1-Tetradecen ist eine chemische Verbindung aus der Gruppe der aliphatischen, ungesättigten Kohlenwasserstoffe.

## Gewinnung und Darstellung
1-Tetradecen kann durch Oligomerisierung von Ethylen unter Verwendung eines Triethylaluminiumkatalysators und fraktionierte Destillation des resultierenden Alpha-Olefin-Gemisches gewonnen werden.

## Eigenschaften
1-Tetradecen ist eine brennbare, schwer entzündbare, farblose Flüssigkeit mit angenehmem Geruch, die praktisch unlöslich in Wasser ist.

## Verwendung
1-Tetradecen wird bei der Herstellung von linearen Weichmachern, Oxo-Alkoholen, Kraft- und Schmierstoffen, Automobiladditiven, biologisch abbaubaren Tensiden und weiterhin von Mercaptanen, Aromen und Duftstoffen, Alkylmetallen, Halogeniden, Alkylsilanen usw. verwendet. Es wird auch als Co-Monomer in Polymeren wie Polyethylenen niedriger Dichte verwendet, um diese leichter, dünner, flexibler und reißfester zu machen.